# Sala Santos Dumont

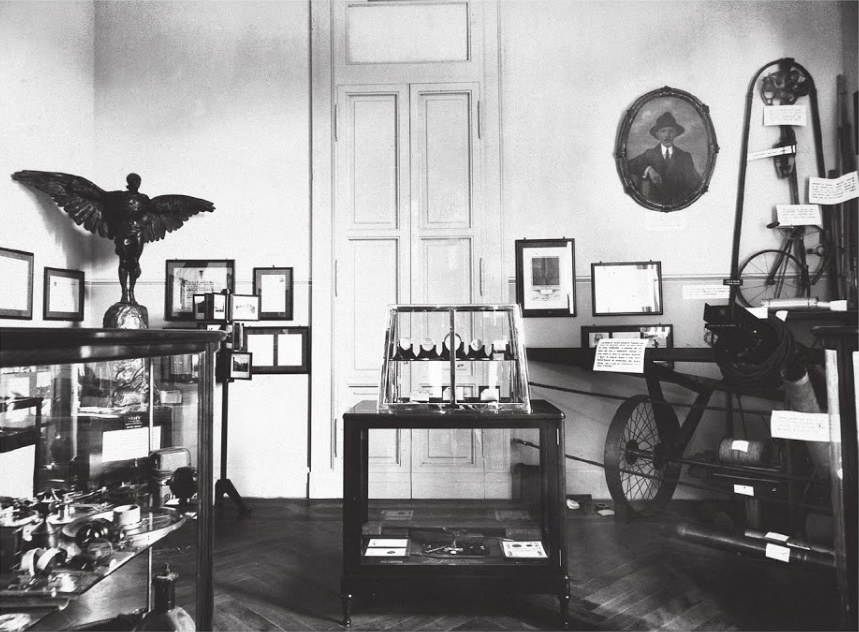
Sala Santos Dumont, 1936

Sala Santos Dumont ou Sala B-9 é uma sala de exposição no Museu do Ipiranga que reúne uma série de objetos que evocam a memória e glória de Alberto Santos Dumont. O organizador da sala foi Afonso d’Escragnolle Taunay, à época diretor do Museu, que dispôs nessa sala os objetos doados ao museu pelos herdeiros do inventor mineiro, Arnaldo e Jorge Dumont Villares e Ricardo Severo.

## História
Em 1935, três anos após a morte do inventor, sua família, representada por Arnaldo e Jorge Dumont Villares juntamente com seu cunhado Ricardo Severo, doou milhares de itens ao Museu Paulista. O acervo era composto por um conjunto de 1.670 peças de variados tipos como documentos tridimensionais, iconográficos e textuais que pertenceram ao inventor ou foram produzidos em sua homenagem. No ano seguinte, sob a gestão de Affonso de d'Escragnole Taunay foi então criada a "Sala Santos Dumont". As obras foram realizadas e financiadas pela família do homenageado. A confecção do mobiliário expositivo foi executada sob medida no Liceu de Artes e Ofícios de São Paulo. A inauguração aconteceu em  23 de outubro de 1936.
Atualmente, apenas funcionários e pesquisadores têm acesso à coleção, pois o museu está fechado para reforma desde 2013, contudo ações que visam disponibilizar o acervo via internet estão sendo realizadas.

## Acervo

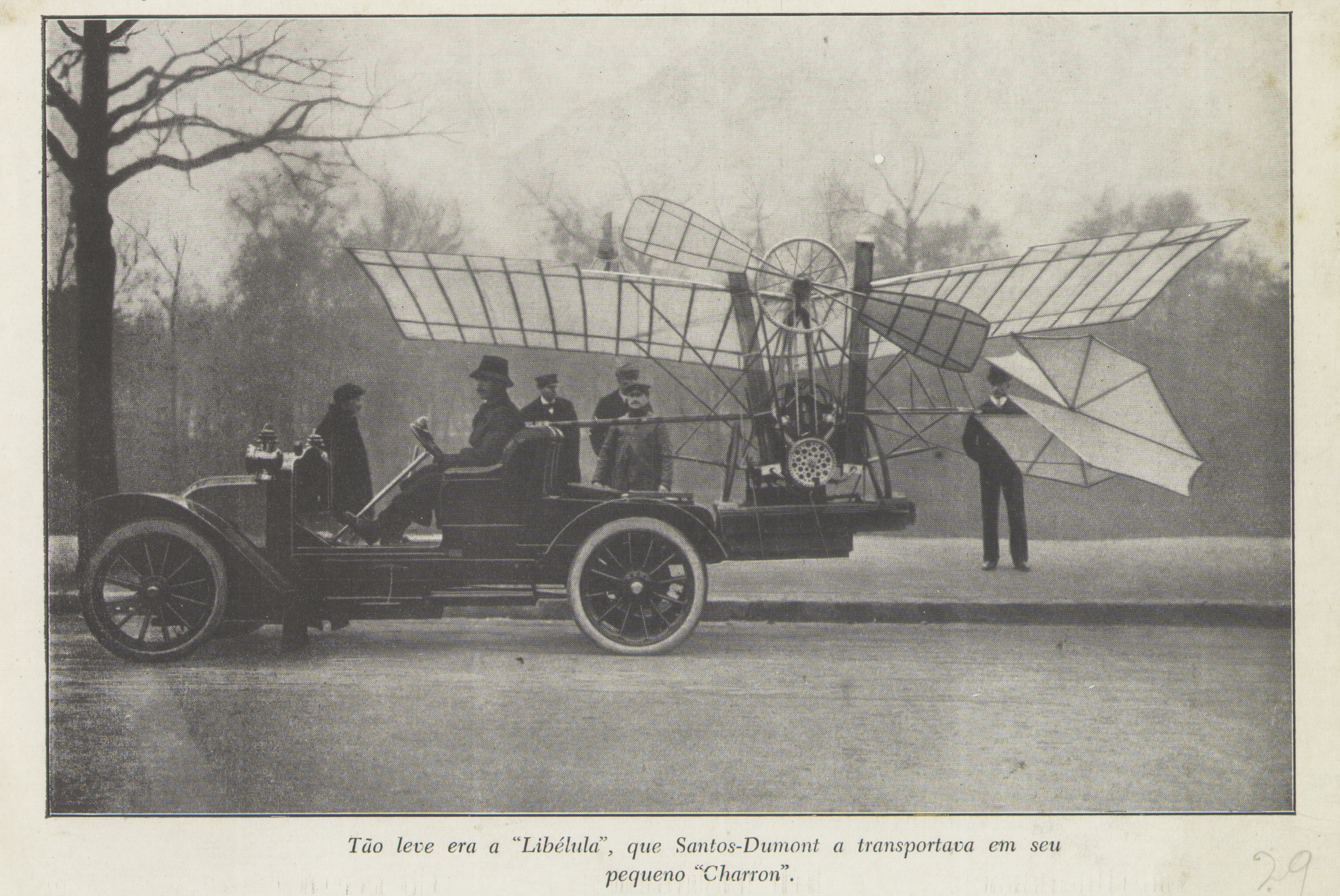
Santos Dumont transporta o avião Demoiselle para o campo de Saint-Cyr

A sala é composta de diversos objetos tridimensionais, iconográficos e textuais que pertenceram ao inventor. Desses, destacam-se as maquetes do balão Brésil e do dirigível nº 9 La Baladeuse, um motor de uma das demoiselles, o conversor marciano, instrumentos de laboratório, máquinas e ferramentas diversas, além de roupas e chapéus. Destacam-se também dois retratos a óleo, um feito por Henrique Medina e o outro por Mac Dougal e uma fotografia em tamanho natural de Dumont feita pelo fotógrafo Giovanni Sarracino. De grande notabilidade são as diversas comendas, medalhas, diplomas, bustos e reproduções dos monumentos de homenagem ao inventor presentes na sala, do último tipo destacando-se um busto do romancista Victor Hugo produzido, autografado e presenteado a Dumont por Auguste Rodin.
Além disso, há imagens e informações sobre equipamentos de trabalho e de fotografia, um par de esquis de madeira feito pela empresa Sport Testa de Saint Moritz com os números 3227, dois bastões de esqui de vime, bolas de golfe, raquetes de tênis Broquedis, brevê de voo, cadernos de projetos e anotações, um sextante que depois de usado foi por ele doado ao aviador português Gago Coutinho, o canhão salva-vidas, um passaporte diplomático e diplomas de condecoração dados por países como França, Portugal, Chile e Peru.
Um importante item da coleção é um vídeo do voo da Demoiselle feito em de 15 de setembro de 1909 em Saint-Cyr pela companhia cinematográfica francesa Gaumont. O filme mostra várias cenas, como a de um mecânico fumando enquanto aguardava a aterrissagem do avião, uma pequena multidão acompanhando as evoluções no ar, uma mulher que passa correndo e Santos-Dumont, após o pouso, ainda dentro da aeronave, falando com auxiliares e possivelmente se preparando para uma nova decolagem.